# Nursea carinata
Nursea carinata (лат.) — вид песочных ос, единственный в составе рода Nursea из подсемейства Bembicinae (триба Nyssonini). Юго-Восточная Азия (Индия).

## Описание
Мелкие осы. Лоб и скутум гладкие, практически непунктированные; югальная доля заднего крыла отсутствует (у близкого рода Nippononysson лоб и скутум матовые, с микро- и макропунктурой; югальная доля заднего крыла присутствует, но очень маленькая). Птеростигма передних крыльев примерно такого же размера, как субмаргинальная ячейка II, медиальная жилка передних крыльев расходится на уровне или после cu-a. Метасомальный стернум I базально с двойным килем. Относится к трибе Nyssonini Handlirsch, 1925 и подтрибе Nurseina Nemkov & Lelej, 2013.